# Clarence Paul
Clarence Otto Pauling (né le 19 mars 1928 à Winston-Salem en Caroline du Nord, mort le 6 mai 1995 à Los Angeles en Californie), dit Clarence Paul, était un parolier, producteur musical et chanteur américain. Principalement connu pour sa carrière chez Motown Records où il sera le mentor de Stevie Wonder durant les premières années de sa carrière, il écrit son premier succès américain Fingertips en 1963 et lance sa carrière internationale en 1965 avec Uptight (Everything's Alright).
Frère de Lowman Pauling Jr., il fonde avec lui le groupe vocal de rhythm and blues The "5" Royales au début des années 1950.

## Biographie
Né à Winston-Salem en Caroline du Nord le 19 mars 1928, Clarence Otto est le fils de Lowman Pauling, mineur à Bluefield en Virginie-Occidentale, et Arsula Price.
Enfant, Clarence écoute du jazz, notamment Count Basie et Duke Ellington. Dans les années 1940, il chante avec ses frères Lowman Jr. et Curtis dans le groupe vocal The Royal Sons Gospel Group en tant que chœur durant les concerts que donne leur père. Repérés par le producteur de radio Robert Woodward au début des années 1950, les trois frères décrochent un contrat avec la maison de disques Apollo Records. Le groupe se renomme successivement The Royals puis The "5" Royales, enregistrant plusieurs titres à succès dans la décennie 1950. Chantant également dans d'autres groupes de gospel (The Coleman Brothers, Wings Over Jordan), Clarence Paul abandonnera le suffixe "ing" de son nom pour éviter la confusion avec son frère Lowman qui poursuivait alors une carrière solo.
En 1958, il coécrit son premier succès I Need Your Lovin' pour le label Hanover, repris moins d'un an plus tard par Roy Hamilton qui atteindra la 14e position du classement R&B. Sur ses titres, Paul s'associe au groupe The Ivies pour les chœurs, groupe qu'il accompagnera sur leurs singles.
Il déménage à Détroit au début des années 1960 et y rencontre le jeune Steveland Morris, à qui il associera rapidement le qualificatif de 'Wonder', en référence à la 8ème merveille du monde, celui-ci devenant le 'Little Stevie Wonder' qu'il présentera à Berry Gordy, CEO de Motown. Engagé par le label, il obtient une certaine notoriété en tant que mentor et producteur principal de son protégé durant toute son adolescence. Paul et Wonder s'entendent comme père et fils, Paul accompagnant le futur auteur-compositeur-interprète durant ses tournées et lui enseignant diverses techniques vocales, ce qu'il considérera comme les moments les plus heureux de sa vie.
À l'origine du premier titre enregistré en studio par Wonder, Thank You (For Loving Me All the Way), Paul participe à l'écriture de son premier grand succès, Fingertips, en 1963 et chante avec lui sur sa reprise de Blowin' in the Wind puis dans Funny How Time Slips Away, face B de sa reprise de High Heel Sneakers. Paul produit également les premiers titres des Temptations, participe à l'écriture de Until You Come Back to Me (That's What I'm Gonna Do) originellement destiné à Wonder puis offert à Aretha Franklin qui en fera un n°1, et Hitch Hike pour Marvin Gaye, repris plus tard, entre autres, par les Rolling Stones.
En 1965, Wonder est menacé d'être écarté de la Motown, faute de vraie confirmation après le succès de Fingertips. Lors d'un session en studio en fin d'année 1965, Clarence Paul réagit à un texte écrit par Wonder, notamment une phrase : 'everything is alright, uptight'. Persuadé de tenir en ces quelques mots le début d'un succès pour Wonder, il l'associe à l'arrangeur et producteur Henry Cosby ainsi qu'à Sylvia Moy, qui s'attaque à l'écriture d'une nouvelle et peut-être dernière chanson pour Wonder, basée sur un riff instrumental qu'elle l'avait entendu jouer. Le titre Uptight (Everything's Alright) est né. Produit par William Mickey Stevenson, il relance la carrière de Wonder et le popularise à l'international, le titre atteignant un top 15 au Royaume-Uni en février 1966.
Les années suivantes, Paul continue de chercher de nouveaux talents pour Motown (il découvre notamment Ronnie McNeir (en)) ou en freelance pour la maison de disques Venture Records, une filiale de MGM pour laquelle travaille William Stevenson depuis 1969. À la fin des années 1970, il quitte officiellement la Motown et rejoint le label géré par Stevenson.

### Vie privée
Au début des années 1950, enrôlé dans l'US Army, il participe à la guerre de Corée.
Il a une fille, Alexis.
Il meurt de complications d'un diabète et d'une attaque cardiaque au Centre médical Cedars-Sinaï à Los Angeles en Californie le 6 mai 1995 à l'âge de 67 ans. Son corps est ramené à Winston-Salem, où il est inhumé aux côtés de son frère Lowman.

## Discographie sélective

### Singles (chant)
| Année | Titre                                                                  | Auteurs                                  | Label    |
| ----- | ---------------------------------------------------------------------- | ---------------------------------------- | -------- |
| 1958  | I Need Your Lovin' / I'll Be By Your Side                              | Clarence Paul, Sonny Woods, Kenny Martin | Hanover  |
| 1959  | May Heaven Bless You / Falling In Love Again                           | Paul, Martin                             | Roulette |
| 1961  | Baby Don't You Leave Poor Me / I'm Gonna Love You, Love You 'Til I Die | Paul, Redd                               | Federal  |
| 1970  | Operation Breadbasket                                                  | Paul, Kim Wenston                        | Pride    |
| 1975  | I'm In Love Again                                                      | Paul, William Stevenson                  | London   |

### Singles (écriture/production)
| Année | Titre                                                        | Artiste                  | Classements | Auteurs                                       | Producteurs                                |
| ----- | ------------------------------------------------------------ | ------------------------ | ----------- | --------------------------------------------- | ------------------------------------------ |
| 1959  | I Need Your Lovin'                                           | Roy Hamilton             | US#14       | Clarence Paul, Sonny Woods, Kenny Martin      | Joe Sherman (en)                           |
| 1962  | Hitch Hike                                                   | Marvin Gaye              | US#30       | Clarence Paul, William Stevenson, Marvin Gaye | Mickey Stevenson                           |
| 1962  | I Call It Pretty Music, But the Old People Call It the Blues | Little Stevie Wonder     | US#101      | Berry Gordy, Clarence Paul                    | Clarence Paul                              |
| 1963  | Fingertips                                                   | Little Stevie Wonder     | US#1        | Clarence Paul, Hank Cosby                     | Berry Gordy                                |
| 1964  | Once Upon a Time (en) / What's the Matter with You Baby (en) | Marvin Gaye, Mary Wells  | US#19       | Paul, Stevenson, Barney Ales, Dave Hamilton   | Mickey Stevenson                           |
| 1965  | Pretty Little Baby (en)                                      | Marvin Gaye              | US#25       | Paul, Gaye, David Hamilton                    | Clarence Paul                              |
| 1965  | You've Been in Love Too Long (en)                            | Martha and The Vandellas | US#36       | Paul, Stevenson, Ivy Jo Hunter (en)           | Paul, Stevenson, Hunter                    |
| 1965  | Danger! Heartbreak Dead Ahead                                | The Marvelettes          | US#61       | Paul, Stevenson, Hunter                       | Paul, Hunter                               |
| 1966  | Just a Little Misunderstanding (en)                          | The Contours             | US#85       | Paul, Wonder, Morris Broadnax                 | Paul, Stevenson                            |
| 1966  | Blowin' in the Wind                                          | Stevie Wonder            | US#9, UK#36 | Bob Dylan                                     | Clarence Paul                              |
| 1966  | A Place in the Sun                                           | Stevie Wonder            | US#9        | Ronald Miller, Bryan Wells                    | Clarence Paul                              |
| 1966  | Hey Love                                                     | Stevie Wonder            | US#90       | Paul, Wonder, Broadnax                        | Paul                                       |
| 1973  | Until You Come Back to Me (That's What I'm Gonna Do)         | Aretha Franklin          | US#3        | Paul, Wonder, Broadnax                        | Aretha Franklin, Arif Mardin, Jerry Wexler |

### Albums (production)
| Année | Titre                          | Artiste       | Classements  | Producteurs                                               |
| ----- | ------------------------------ | ------------- | ------------ | --------------------------------------------------------- |
| 1962  | The Jazz Soul of Little Stevie | Stevie Wonder | -            | Clarence Paul, Hank Cosby                                 |
| 1962  | Tribute to Uncle Ray           | Stevie Wonder | -            | Paul, Cosby                                               |
| 1965  | With a Song in My Heart        | Stevie Wonder | -            | Paul, William Stevenson                                   |
| 1966  | Up-Tight                       | Stevie Wonder | US#33, UK#14 | Paul, Cosby, Stevenson, Brian Holland (en), Lamont Dozier |
| 1966  | Down to Earth                  | Stevie Wonder | US#92        | Paul, Cosby                                               |
| 1967  | Reach Out (en)                 | The Four Tops | US#11, UK#4  | Paul, Holland, Dozier, Smokey Robinson                    |
| 1967  | I Was Made to Love Her         | Stevie Wonder | US#45        | Paul, Cosby                                               |